# Biblioteca Municipal de Arganil
A Biblioteca Municipal de Arganil - Miguel Torga é um serviço da Câmara Municipal de Arganil e resulta do protocolo assinado em Dezembro de 1988, entre a câmara e o Instituto Português do Livro e das Bibliotecas. A Biblioteca foi inaugurada no dia 4 de dezembro de 1996.
A Biblioteca tem como missão contribuir para elevar os níveis de informação, literacia, educação e os valores culturais dos munícipes do concelho de Arganil, colaborando em projectos de parceria com as escolas dos vários níveis de ensino, com as associações culturais e com o público em geral para a realização de actividades culturais procurando atrair a este espaço um número cada vez maior de utilizadores. A sua missão está em consonância com os princípios expressos no Manifesto da UNESCO para a Leitura Pública, com a orientação política do executivo Camarário e de acordo com  os objectivos da Rede Nacional de Leitura Pública.